# Tatort: Der große Schmerz
Der große Schmerz ist ein Fernsehfilm aus der Krimireihe Tatort. Die Erstausstrahlung erfolgte am 1. Januar 2016 im Ersten und wurde vom NDR beauftragt. Es ist der dritte Fall des Ermittlerduos Nick Tschiller und Yalcin Gümer, gespielt von Til Schweiger und Fahri Yardım.

## Handlung
Nick Tschiller kämpft gemeinsam mit seinem Kollegen Yalcin Gümer weiter gegen einen kriminellen Hamburger Clan, den der Clanchef Firat Astan aus der Haft heraus führt. Deswegen hat Tschiller seine Tochter Lenny aus Sicherheitsgründen auf ein Internat geschickt. Der Innensenator möchte Astan aus Hamburg loswerden und daher soll dieser in die Justizvollzugsanstalt Landshut verlegt werden. Astan setzt die russische Auftragskillerin Leyla auf Tschiller an und lässt Lenny und deren Mutter Isabella, Tschillers Ex-Frau, entführen. Er erpresst damit Tschiller, ihn aus dem Verschubbus zu befreien. Kurz vor der Verlegung tötet Astan seinen Bruder im Gefängnis, da er ihm versprochen hat, ihn in seinem (gelähmten) Zustand nicht allein zurückzulassen.
Gümer hat indes herausgefunden, dass Tschiller erpresst wird und schafft es, Lenny und Isabella zu lokalisieren, die sich in Leylas Gewalt auf einem Schiff im Hamburger Hafen befinden, inzwischen aber selbst einen Fluchtversuch gestartet haben. Tschiller befreit Astan aus dem Verschubbus und bringt ihn zum Schiff, um Astan gegen seine Frauen auszutauschen. Er fixiert Astan an der Reling mit Handschellen und schaltet die Komplizen von Leyla aus. Leyla selbst wird von Gümer gestellt und tödlich getroffen. Astan, der sich befreien kann, feuert auf Tschiller und Gümer, aber auch auf Isabella und Lenny. Dabei wird Isabella lebensgefährlich getroffen und Tschiller schlägt daraufhin Astan nieder, der in den Frachtraum des Schiffes abstürzt. Umgehend bringt Tschiller Isabella ins Krankenhaus, wo sie jedoch verstirbt.
Astan wird auf dem Frachter übersehen, als dieser von der Polizei durchsucht wird. Er kann fliehen und Tschiller schwört Rache.

## Hintergrund
Der Film wurde vom 19. September 2014 bis zum 1. Dezember 2014 in Hamburg gedreht. Als Kulisse dienten u. a. der Hamburger Hafen mit der dortigen Elbphilharmonie sowie die Köhlbrandbrücke.
Ursprünglich sollte er vier Tage nach der Premiere in Hamburg, die am 18. November 2015 stattfand, am 22. November 2015 im Ersten ausgestrahlt werden. Aufgrund der Terroranschläge am 13. November 2015 in Paris wurde die Erstausstrahlung auf den 1. Januar 2016 verschoben.
Die Handlung der Episode wird in der Folge Fegefeuer fortgesetzt, die als zweiter Teil der Doppelfolge bereits zwei Tage nach der Erstausstrahlung der Folge Der große Schmerz ihre Fernsehpremiere feierte. Damit stellen diese beiden Folgen erst die dritte Doppelfolge der Fernsehreihe nach Kinderland/Ihr Kinderlein kommet (MDR/WDR) der Ermittler Ballauf und Schenk/Saalfeld und Keppler aus April 2012 und Wegwerfmädchen/Das goldene Band (NDR) der Ermittlerin Charlotte Lindholm aus Dezember 2012 dar. Mit der für den Tatort ungewöhnlichen „horizontalen Erzählweise“, in der sich einzelne Handlungsstränge über mehr als eine Folge erstrecken, orientiert sich die Episode an den Fällen der Dortmunder Ermittler Faber, Bönisch, Dalay und Kossik sowie den Berliner Kollegen Rubin und Karow der Fernsehreihe Tatort.
Der Hamburger Musiker Sascha Reimann konnte als Darsteller für die Episode gewonnen werden, der bereits 2012 in der Folge Hochzeitsnacht in der Fernsehreihe Tatort mitwirkte.
Helene Fischer ist in der Folge russisch sprechend zu hören. Sie stammt zwar gebürtig aus Sibirien, der Sprache ist sie dennoch nicht mächtig, gab jedoch an, Russisch lernen zu wollen. Ihr Auftritt sei von Roland Kaiser aus der Folge Summ, Summ, Summ inspiriert, die den Ermittlern Thiel und Boerne die bis dahin höchste Einschaltquote für eine Tatort-Folge aus Münster bescherte und damit den kurz zuvor aufgestellten Quotenrekord der ersten Folge mit Til Schweiger namens Willkommen in Hamburg überflügelte. Daraufhin äußerte sich Schweiger bereits Ende 2013 interessiert an einer Zusammenarbeit bei einer Tatort-Produktion mit Helene Fischer. Diese hätte jedoch eigener Aussage zufolge keine Rolle übernehmen wollen, die ihrem Leben als Musikerin geähnelt hätte, so dass sie schließlich die Figur der „braun-haarigen Leyla im Lara-Croft-Outfit“ verkörperte.
Stefanie Stappenbeck räumte ein, Helene Fischer vor den Dreharbeiten nicht gekannt zu haben. Zur Vorbereitung der Dreharbeiten habe sie sich mit Fischers Schlagermusik vertraut gemacht. Kennengelernt haben sich Stappenbeck und Fischer erst am Set.
Die Rolle des von Arnd Klawitter gespielten Politikers Constantin Revenbrook sei Ronald Schill nachempfunden und solle nach Aussage des Drehbuchautors Christoph Darnstädt als „Schill-Verschnitt markant-ekliges Hamburger Lokalkolorit zitieren“.
Der auf DVD bzw. Blu-ray veröffentlichte Director’s Cut des Films ist mit vier erweiterten und einer zusätzlichen Szene gegenüber der Fernsehfassung eine Minute und acht Sekunden länger.

## Rezeption

### Kritiken
Detlef Hartlap, Chef-Redakteur der prisma, urteilte, bei den Episoden der Doppelfolge „handelt es sich um Actionstreifen, die in erster Linie als Steilpass für den DVD-Verkauf dienen, der Anfang Februar startet“. Kritisch äußerte er sich hinsichtlich der Austauschbarkeit des Drehbuchs: „Gezeigt wird eine düstere bei tausend gleichartigen Filmen abgeschaute Fantasie. Die Sprache gaukelt Unterwelt vor.“
Für Christian Schmidt von den Westfälischen Nachrichten sei die Folge „nur teilweise überzeugend“. „Der Auftakt der Story […] war rasant – so wie man es von einem Schweiger-»Tatort« erwartet“, urteilte Schmidt. Auch Zuschauer, die die beiden vorherigen Fälle des Ermittlers Tschillers nicht gesehen hatten, konnten sich „schnell in das Geschehen hinein[finden]“. Weil Schmidt jedoch Schweiger „den titelgebenden großen Schmerz nach der Entführung seiner Familie nicht ab[nahm]“, „überzeugte die Episode nicht vollends“, was der Handlung keinen Abbruch tat, denn „im Fokus stand ohnehin die Action“.

„Der Plausibilitätsfaktor: Geht gegen null. Ist schon okay, wenn man es mal wieder ordentlich krachen lassen will. Aber dass Kommissar Tschiller dann auch noch mit feuchten Augen die alten Beziehungsprobleme mit der Ex aufarbeiten muss, bevor er die Entführer seiner Tochter niedermäht, strapaziert die Glaubwürdigkeit doch sehr.“

### Einschaltquoten
Die Erstausstrahlung von Der große Schmerz am 1. Januar 2016 wurde in Deutschland von 8,24 Millionen Zuschauern gesehen und erreichte einen Marktanteil von 22,1 % für Das Erste.
In Österreich wurden 447.000 Zuschauer erreicht und damit eine durchschnittliche Reichweite von 6 % sowie ein Marktanteil von 15 % erzielt.
In der Schweiz verfolgten 237.000 Zuschauer im Alter von über drei Jahren die Erstausstrahlung der Folge und bescherten ihr dadurch einen Marktanteil von 10,7 %. In der Gruppe der 15- bis 59-jährigen Zuschauer wurden 158.000 Zuschauer gezählt sowie ein Marktanteil von 12,2 % gemessen. Die Folge wurde nicht wie üblich bei SRF 1, sondern abweichend auf SRF zwei gezeigt.